# Acradenia
Acradenia é um género botânico pertencente à família Rutaceae.
Encontradas na Austrália.

## Principais espécies
- Acradenia bosistoi
- Acradenia euodiiformis
- Acradenia frankliniae
- Acradenia zierioides